# 安德森·彼得斯
安德森·彼得斯（英語：Anderson Peters，1997年10月21日—）是一名格林纳达标枪运动员。他赢得过波兰比得哥什进行的2016年世界U20田径锦标赛的铜牌，同时创造新的格林纳达国家纪录和OECS纪录。他也曾获得2019年世界田径锦标赛男子标枪的金牌。